# تشارلين هانتر-غولت
تشارلين هانتر-غولت (27 فبراير 1942) هي ناشطة أمريكية في مجال الحقوق المدنية، وصحفية ومراسلة أجنبية سابقة للإذاعة الوطنية العامة، وسي إن إن، وبي بي إس. كانت تشارلين هانتر وهاميلتون هولمز أول طالبين أمريكيين من أصل أفريقي يلتحقون بجامعة جورجيا.

## الحياة المهنية
انضمت هانتر في عام 1967 إلى فريق الأخبار الاستقصائية في تلفزيون دبليو أر سي-تي في في واشنطن العاصمة، ونقلت الأخبار المسائية المحلية. انضمت هانتر غولت في عام 1968 إلى صحيفة نيويورك تايمز كمراسلة مهمة متخصصة في تغطية مجتمع السود في المناطق الحضرية. انضمت كمراسلة إلى البرنامج التلفزيوني تقرير ماكنيل/لهرر (ساعة الخبر) في عام 1978، وأصبحت المراسلة الوطنية للبرنامج في عام 1983. تركت برنامج ساعة الخبر مع جيم لهرر في يونيو عام 1997. عملت في جوهانسبرغ في جنوب أفريقيا كمراسلة رئيسية للإذاعة الوطنية العامة الأفريقية (1997- 1999). تركت منصبها كرئيسة مكتب ومراسلة لقناة سي إن إن في جوهانسبرغ في عام 2005، الذي شغلته منذ عام 1999، وذلك على الرغم من أنها ما تزال تظهر بانتظام على المحطة وغيرها من المحطات بصفتها متخصصة في شؤون أفريقيا.
فازت هانتر-غولت خلال عملها مع برنامج ساعة الخبر بجوائز إضافية، وهم جائزتي إيمي وجائزة بيبودي للتميز في الصحافة الإذاعية عن عملها في سلسلة شعب الفصل العنصري، وهو سلسلة برنامج ساعة الخبر عن جنوب أفريقيا. حصلت أيضًا على جائزة صحفي العام لعام 1986 من الرابطة الوطنية للصحفيين السود، وجائزة كانديس للصحافة من الائتلاف الوطني المكون من 100 امرأة سوداء في عام 1988، وجائزة سيدني هيلمان لعام 1990، وجائزة شخصية العام الإذاعية من مجلة غود هاوسكيبينغ، وجائزة المرأة في الإذاعة والتلفزيون وجائزتين من شركة البث العام للتميز في البرمجة المحلية. سُمي المبنى الأكاديمي بجامعة جورجيا باسمها، جنبًا إلى جنب مع هاميلتون هولمز، فأُطلِق عليه اسم مبنى هولمز/هانتر الأكاديمي اعتبارًا من عام 2001. كانت عضوًا في مجلس المحلفين لجوائز بيبودي منذ عام 2009 وفي مجلس أمناء مركز كارتر.
ألفت هانتر-غولت كتاب في مكاني (1992)، وهو مذكرات عن تجربتها في جامعة جورجيا.